# Elisabeth Mavrikievna Romanova

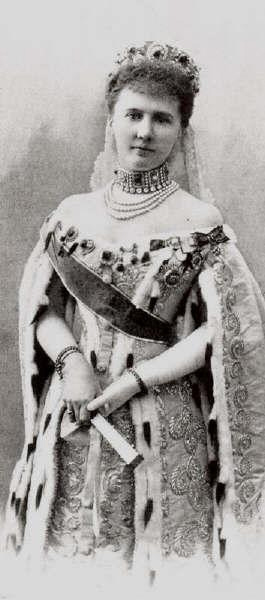
Elisabeth Mavrikievna Romanova

Elisabeth van Saksen-Altenburg (Meiningen, 25 januari 1865 – Altenburg, 24 maart 1927), en na haar huwelijk Elisabeth Mavrikievna Romanova (Russisch: Елизавета Маврикевна Романова), Prinses van Saksen-Altenburg, was een dochter van Maurits van Saksen-Altenburg en Augusta van Saksen-Meiningen. Haar vader was de zoon van George van Saksen-Altenburg en dus de broer van Ernst I van Saksen-Altenburg. Haar moeder was de dochter van Bernhard II van Saksen-Meiningen. Haar oom Ernst I werd opgevolgd door Elisabeths broer Ernst II van Saksen-Altenburg.

## Huwelijk en gezin
Ze trouwde op 27 april 1884 te Sint-Petersburg, Rusland, met Constantijn Konstantinovitsj van Rusland, de zoon van Constantijn Nikolajevitsj van Rusland en Alexandra van Saksen-Altenburg. Na haar huwelijk kreeg ze de naam “Grootvorstin Elisabeth Mavrikievna van Rusland”. Binnen de familie had ze de bijnaam “Mavra”. Ondanks de homoseksuele neigingen van Constantijn, waarvan niemand iets afwist, was hun huwelijk erg gelukkig en waren Constantijn en Elisabeth een erg hecht paar.
Elisabeth en Constantijn kregen in totaal negen kinderen:
- Ivan (1886-1918), hij werd geëxecuteerd door de bolsjewieken
- Gabriël (1887-1955)
- Tatjana (1890-1970)
- Constantijn (1891-1918), hij werd geëxecuteerd door de bolsjewieken
- Oleg (1892-1914), hij stierf tijdens de Eerste Wereldoorlog
- Igor (1894-1918), hij werd geëxecuteerd door bolsjewieken
- George (1903-1938)
- Natalja (1905), ze stierf twee maanden na haar geboorte
- Vera (1906-2001)

Ivan trouwde in 1911 met prinses Helena Petrovna van Servië, de dochter van Peter I van Servië. Tatjana trouwde in datzelfde jaar met prins Constantijn Bagration-Muhransky, een Russische aristocraat. Beide huwelijken werden met toestemming van de tsaar gesloten in tegenstelling tot de vele morganatische huwelijken in de keizerlijke familie.
De kinderen van Elisabeth en Constantijn waren de eerste slachtoffers van de Familie Wet, die tsaar Alexander III invoerde. Deze hield in dat alleen de kinderen en kleinkinderen in mannelijke lijn de titel “Grootvorst” of “Grootvorstin” kregen en dat achterkleinkinderen en hun afstammelingen de lagere titel “Prins van Rusland” of “Prinses van Rusland” kregen. Deze wet werd ingevoerd om het aantal leden van de keizerlijke familie die staatssalaris kregen, te verkleinen

## Eerste Wereldoorlog
Toen de Eerste Wereldoorlog uitbrak, waren Constantijn en Elisabeth in Duitsland, waar ze een kuuroord bezochten. Ze besloten snel terug te keren naar Rusland, maar werden daarbij tegengehouden door de Duitse autoriteiten, die beweerden dat de grootvorst en zijn vrouw politieke gevangenen waren. Elisabeth stuurde hierop een brief naar het keizerlijke paar van Duitsland voor hun hulp. Uiteindelijk kregen ze toestemming het land te verlaten. Constantijn raakte erg verzwakt en zijn gezondheid was erg slecht toen ze uiteindelijk in Sint-Petersburg, dat toen was omgedoopt tot Petrograd.
Elisabeth en Constantijn moesten veel offers maken voor de Eerste Wereldoorlog. Vijf van hun zes zonen dienden in het Russische leger en in oktober 1914 stierf hun jongste zoon, prins Oleg, die dodelijk gewond was geraakt in het gevecht tegen de Duitsers. In maart verloren ze ook nog hun schoonzoon, prins Constantijn Bagration-Muhransky. Deze tegenslagen verergerden Constantijns conditie en hij stierf uiteindelijk op 15 juni 1915. Door zijn dood werd hij gespaard voor het verschrikkelijke lijden van zijn familie tijdens de Russische Revolutie.

## Russische Revolutie
Hun zonen Ivan, Gabriel, Constantijn en Igor werden gearresteerd na de machtsovername door de bolsjewieken in oktober 1917. Gabriel werd in Petrograd vastgehouden, maar de andere zonen werden naar Alapajevsk, een kleine stad in de bergen van de Oeral. Daar werden ze enkele maanden gevangen gehouden met Elisabeth Fjodorovna,  Sergej Michajlovitsj en Vladimir Palej. In de nacht van 17 op 18 juli 1918 (24 uur na de moord op Nicolaas II en zijn gezin) werden de gevangenen door de bolsjewieken vermoord. Hun lichamen werden teruggevonden in een verlaten mijnschaft door het Witte leger. Ze werden uiteindelijk herbegraven in de Kerk van de Martelaren in de buurt van Peking, China.
Prins Gabriël werd uiteindelijk vrijgelaten door de tussenkomst van Maksim Gorki, die tevergeefs ook andere Romanovs had geprobeerd te redden. Gabriël en zijn vrouw, met wie hij na de Revolutie was getrouwd, verhuisden naar Parijs, waar Gabriël in 1955 stierf.
Prinses Tatjana, die weduwe was geworden, vluchtte met haar kinderen naar Roemenië. Ze werd uiteindelijk een non en stierf in 1970 in Jeruzalem, waar ze abdis van het Orthodoxe klooster op de Olijfberg.
Elisabeth en hun twee jongste kinderen, prins George en prinses Vera, bleven in Pavlovsk. In de herfst van 1918 kregen ze toestemming van de bolsjewieken om naar Zweden te verhuizen, waar ze door de Victoria van Baden, de Zweedse koningin, waren uitgenodigd. Elisabeth verhuisde vervolgens naar België en later naar haar geboortestad Altenburg, waar ze op 24 maart 1927 op 62-jarige leeftijd aan kanker stierf. Prins George en prinses Vera stierven beiden in New York, George in 1938 en Vera in 2001.